# Сретенская церковь (Дмитров)
Церковь Сретения Господня — православный храм в городе Дмитрове Московской области. Расположен в микрорайоне Новь на правом берегу речки Березовец. Бывший центр Березовской слободы Дмитрова.

## История

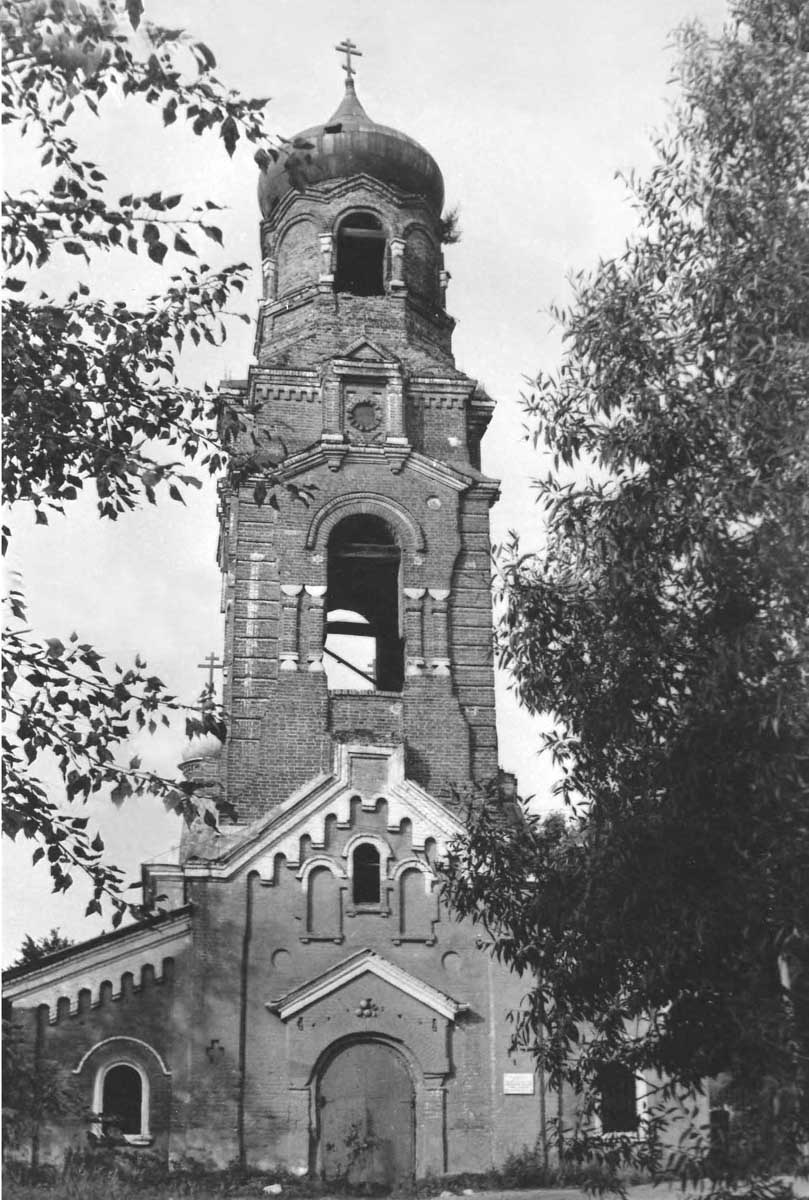
Колокольня церкви в 1973 году

Первая деревянная церковь Сретения Господня, известная с XVII века, располагалась выше по течению Березовца, и была приходским храмом в Березовской слободе возле современного Старовнуковского кладбища. Впоследствии из-за ветхости деревянная церковь была разобрана.
В 1814 году строится каменный храм Сретения Господня. Строительство приурочили к победе России над Наполеоном.
Церковь была построена на средства Дмитровских купцов Ивана Большакова и Бориса Короваева.
Под зданием церкви находятся «дубовые плоты» из-за особенностей грунта. Сверху основного здания небольшое пятиглавие. На окнах кованные решётки.
Старая колокольня 1814 года постройки получила большое отклонение по вертикали, поэтому после осмотра губернским архитектором в 1879 году была признана аварийной и разобрана.  По проекту архитектора С. К. Родионова в 1883 году построена новая двухъярусная колокольня с крупным куполом в русском стиле.
В советское время церковь была закрыта, здание храма использовалось под склад. Поэтому внутренняя отделка, настенная живопись, иконостас, утварь утрачены. В церкви сохранились несколько старых икон.
В 1972 году были проведены работы по восстановлению покрытия здания, отремонтированы карнизы барабанов и покрытия глав. В 1974 году был составлен паспорт научного учёта на церковь, как на памятник архитектуры федерального значения.
В 1992 году церковь была передана РПЦ. Были возобновлены службы.
В 1994—2004 годах Сретенская церковь была подворьем Лужецкого Ферапонтова монастыря города Можайска.
В 2004 году храм передан Дмитровскому благочинническому округу.
13 мая 2005 года она стала самостоятельным приходом.
После реставрации в сентябре 2010 года прошло повторное освящение храма.
28 апреля 2013 года колокольная звонница Сретенского храма пополнилась новыми колоколами. Одиннадцать колоколов разного размера были отлиты в городе Тутаеве.

## Архитектура

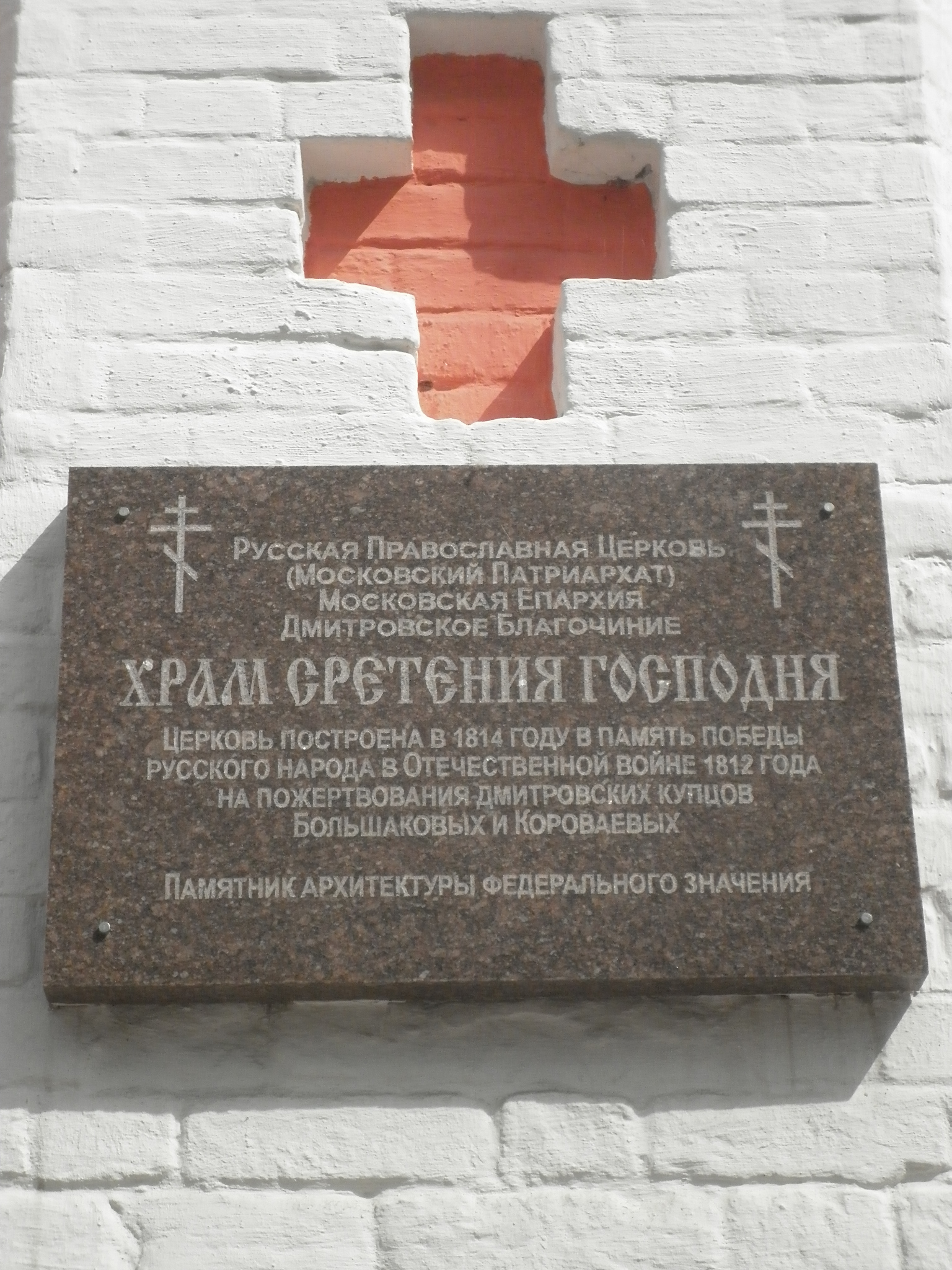
Памятная табличка на здании церкви

Основное здание Сретенской церкви выполнено в стиле раннего классицизма. Двухсветовой четверик покрыт четырёхскатной крышей, которую венчает небольшое пятиглавие. Основной барабан световой. Примыкает к храму небольшая алтарная часть, выполненная в общем стиле. 
Колокольня выглядит более массивно, в украшении использованы элементы эклектики. Первые два яруса представляют собой четверики, на котором стоит восьмерик. Два верхних яруса четырёхсветовые, оформленные цилиндрическими сводами.
Здание храма соединено трапезной с колокольней. Вся композиция выполнена симметрично относительно центрального входа. Элементы зданий соединены полулотковыми сводами. Церковь окрашена в красно-белые цвета.

## Приделы
Главный престол храма посвящён двунадесятому празднику Сретения Господня. Церковь с двумя приделами — во имя преподобного Сергия Радонежского и в честь Владимирской иконы Божией Матери.
Ранее второй придел был во имя Казанской иконы Божьей матери. В 1990-х годах настоятелем Борисом (Виктор Петрухин), с разрешения митрополита, было принято решение посвятить его Владимирской иконе Божьей матери, т. к. уже существует церковь Казанской иконы Божией Матери в бывшем селе Подлипичье.
Также ранее другой придел был посвящён празднику Рождества Иоанна Предтечи (настоящий придел Сергия Радонежского с 2000-х годов).

## Святыни
- Икона преподобного Ферапонта Можайского с мощами
- Икона святого Александра Свирского с мощами
- Точная ювелирная копия «Даров волхвов».

## Настоятели
- настоятель Виктор Петрухин (игумен Борис) с 1992 по 2004 год
- настоятель Василий Шилин с 2005 по 2010 год
- иерей Павел Мурзин с 2010 по 2018 год
- протоиерей Димитрий Александрович Скидаленко с 2018 по 2022
- иерей Дмитрий Смирнов на 2023 год